# 贾布拉尼·马布扎
贾布拉尼·克莱门特·马布扎（英語：Jabulani Clement Mabuza，1972年7月22日—）是斯威士兰政治人物及商人，自2023年10月起担任斯威士兰众议院议长。

## 生平
马布扎出生于1972年7月22日。他至少有两个兄弟，其中一位是因参与争取民主抗议活动而被监禁的前史瓦帝尼眾議院議員姆杜杜齐·巴塞德·马布扎。马布扎已婚，并于2003年与妻子共同创办了一家名为“Buy Cash Hardware”的企业。他表示创办这家企业是“为了创造就业机会，并通过将商品和服务带到人们身边的方式服务国家”。截至2021年，这家五金连锁店已有大约18家分店，其中许多位于农村地区，并且雇佣了数百名国民。由于其企业名称的缘故，马布扎常被昵称为“Buy Cash”。
马布扎参加了2018年斯威士兰大选并成功当选为众议院议员，他所在的选区为皮格斯皮克。在选举中他获得了4,736票，其得票数占总投票人数的70.1%。他在当选后不久被任命为商业、工业与贸易大臣，随后被调任为农业大臣。2021年，他的多家商店遭遇纵火，其中数家分店被焚毁。到了2022年，马布扎还兼任自然资源与能源部代理大臣，他还曾一度担任代理首相。
马布扎在2023年斯威士兰大选中寻求连任，他先是在皮格斯皮克赢得了初选，随后在大选中以压倒性优势获胜。他在此次选举中获得了4,467票，几乎是第二名桑迪莱·梅纳诺·德拉米尼701票的七倍。马布扎与马达拉·姆兰加是竞争斯威士兰下议院议长职位的两位主要候选人，最终在获得姆斯瓦蒂三世国王的支持后，马布扎获得了41位议员的投票，成功当选议长。